# Mets de Guaynabo 2025 (pallavolo femminile)
X

Questa voce raccoglie le informazioni riguardanti le Mets de Guaynabo nella stagione 2025.

## Stagione
Le Mets de Guaynabo disputano la Liga de Voleibol Superior Femenino, classificandosi al quarto posto in regular season: partecipano quindi ai play-off scudetto, eliminando le Changas de Naranjito ai quarti di finale, prima di essere eliminate in semifinale dalle Criollas de Caguas.

## Organigramma societario
Area direttiva
- Presidente: Luis López Luna

Area tecnica
- Allenatore: Fernando Morales

## Rosa
| N° | Nome               | Ruolo | Data di nascita   | Nazionalità sportiva |
| -- | ------------------ | ----- | ----------------- | -------------------- |
| 2  | Norian Ceballos    | O     | 27 marzo 2000     | Porto Rico           |
| 3  | Valeria Flores     | S     | 31 dicembre 2003  | Porto Rico           |
| 4  | Rocío Moro         | L     | 10 giugno 2000    | Porto Rico           |
| 5  | Maria Carvalhaes   | P     | 28 settembre 2003 | Brasile              |
| 6  | Bárbara López      | P     | 2 luglio 1996     | Porto Rico           |
| 7  | Nelmarie Cruz      | S     | 3 giugno 1996     | Porto Rico           |
| 8  | Rebecca Latham     | O     | 23 giugno 1997    | Stati Uniti          |
| 9  | Jaylibeth García   | C     | 21 settembre 2000 | Porto Rico           |
| 10 | Alejandra Argüello | C     | 30 aprile 1998    | Porto Rico           |
| 11 | Legna Hernández    | S     | 18 luglio 1991    | Porto Rico           |
| 12 | Jenselyn Morales   | C     | 7 giugno 1999     | Porto Rico           |
| 13 | Madison Cruzado    | L     | 13 novembre 1998  | Porto Rico           |
| 15 | Savannah Kjolhede  | C     | 25 ottobre 2001   | Stati Uniti          |
| 16 | Paola Santiago     | S     | 17 febbraio 2000  | Porto Rico           |
| 17 | Nataly García      | S     | 17 settembre 2001 | Porto Rico           |
| 19 | Chiaka Ogbogu      | C     | 15 aprile 1995    | Stati Uniti          |

## Mercato
| Acquisti                               | Acquisti           | Acquisti              | Acquisti   |
| R.                                     | Nome               | da                    | Modalità   |
| -------------------------------------- | ------------------ | --------------------- | ---------- |
| C                                      | Alejandra Argüello | Criollas de Caguas    | definitivo |
| P                                      | Maria Carvalhaes   | Osasco                | definitivo |
| L                                      | Madison Cruzado    | Valencianas de Juncos | definitivo |
| S                                      | Valeria Flores     | Atenienses de Manatí  | definitivo |
| S                                      | Nataly García      | Southern Illinois     | definitivo |
| C                                      | Savannah Kjolhede  | Arizona State         | definitivo |
| O                                      | Rebecca Latham     | Athletes Unlimited    | definitivo |
| C                                      | Jenselyn Morales   | -                     | definitivo |
| L                                      | Rocío Moro         | North Florida         | definitivo |
| Trasferimenti nel corso della stagione |                    |                       |            |
| C                                      | Chiaka Ogbogu      | LOVB Austin           | definitivo |
| S                                      | Paola Santiago     | Merinos               | definitivo |

| Cessioni                               | Cessioni          | Cessioni                | Cessioni   |
| R.                                     | Nome              | a                       | Modalità   |
| -------------------------------------- | ----------------- | ----------------------- | ---------- |
| L                                      | Nayka Benítez     | Azərreyl                | definitivo |
| S                                      | Haley Bush        | Criollas de Caguas      | definitivo |
| L                                      | Camila Covas      | -                       | ritirata   |
| C                                      | Naya Gros         | Cheseaux                | definitivo |
| O                                      | Karina Ocasio     | -                       | ritirata   |
| S                                      | Stephanie Rivera  | Quimper                 | definitivo |
| S                                      | Dianise Rodríguez | -                       | ritirata   |
| C                                      | Kyla Swanson      | Omaha Supernovas        | definitivo |
| P                                      | Savannah Vach     | -                       | ritirata   |
| L                                      | Adriana Viñas     | -                       | ritirata   |
| Trasferimenti nel corso della stagione |                   |                         |            |
| C                                      | Savannah Kjolhede | -                       | svincolata |
| C                                      | Jenselyn Morales  | Cangrejeras de Santurce | definitivo |

## Risultati

### LVSF

#### Regular season
| 24 gennaio 2025 Coliseo Mario Morales, Guaynabo       | Mets de Guaynabo        | 3 - 0 | Atenienses de Manatí    | 22-25, 23-25, 23-25               |
| 26 gennaio 2025 Coliseo Gelito Ortega, Naranjito      | Changas de Naranjito    | 3 - 0 | Mets de Guaynabo        | 25-14, 25-14, 25-23               |
| 30 gennaio 2025 Coliseo Mario Morales, Guaynabo       | Mets de Guaynabo        | 3 - 0 | Criollas de Caguas      | 25-17, 25-21, 25-20               |
| 1º febbraio 2025 Coliseo Roberto Clemente, San Juan   | Cangrejeras de Santurce | 3 - 1 | Mets de Guaynabo        | 25-22, 25-19, 24-26, 25-22        |
| 4 febbraio 2025 Coliseo Mario Morales, Guaynabo       | Mets de Guaynabo        | 3 - 2 | Valencianas de Juncos   | 25-17, 13-25, 25-16, 20-25, 15-10 |
| 7 febbraio 2025 Coliseo Juan Aubín Cruz Abreu, Manatí | Atenienses de Manatí    | 3 - 1 | Mets de Guaynabo        | 25-27, 25-20, 25-22, 25-19        |
| 9 febbraio 2025 Coliseo Mario Morales, Guaynabo       | Mets de Guaynabo        | 3 - 0 | Cangrejeras de Santurce | 25-22, 28-26, 25-16               |
| 13 febbraio 2025 Coliseo Roger L. Mendoza, Caguas     | Criollas de Caguas      | 3 - 1 | Mets de Guaynabo        | 16-25, 25-22, 25-13, 25-11        |
| 16 febbraio 2025 Coliseo Mario Morales, Guaynabo      | Mets de Guaynabo        | 3 - 1 | Cangrejeras de Santurce | 26-24, 25-19, 15-25, 25-16        |
| 20 febbraio 2025 Coliseo Rafael Amalbert, Juncos      | Valencianas de Juncos   | 2 - 3 | Mets de Guaynabo        | 25-13, 19-25, 25-19, 23-25, 23-25 |
| 23 febbraio 2025 Coliseo Mario Morales, Guaynabo      | Mets de Guaynabo        | 3 - 2 | Atenienses de Manatí    | 22-25, 25-21, 25-20, 15-25, 15-10 |
| 25 febbraio 2025 Coliseo Mario Morales, Guaynabo      | Mets de Guaynabo        | 3 - 0 | Changas de Naranjito    | 25-19, 25-13, 25-14               |
| 27 febbraio 2025 Coliseo Gelito Ortega, Naranjito     | Changas de Naranjito    | 3 - 0 | Mets de Guaynabo        | 25-15, 25-22, 25-16               |
| 5 marzo 2025 Coliseo Roberto Clemente, San Juan       | Cangrejeras de Santurce | 3 - 0 | Mets de Guaynabo        | 25-21, 25-23, 25-17               |
| 7 marzo 2025 Coliseo Rafael Amalbert, Juncos          | Valencianas de Juncos   | 3 - 2 | Mets de Guaynabo        | 27-25, 23-25, 16-25, 25-23, 15-13 |
| 9 marzo 2025 Coliseo Juan Aubín Cruz Abreu, Manatí    | Atenienses de Manatí    | 3 - 1 | Mets de Guaynabo        | 18-25, 25-21, 25-15, 25-16        |
| 11 marzo 2025 Coliseo Mario Morales, Guaynabo         | Mets de Guaynabo        | 1 - 3 | Criollas de Caguas      | 26-28, 25-27, 25-21, 26-28        |
| 13 marzo 2025 Coliseo Mario Morales, Guaynabo         | Mets de Guaynabo        | 3 - 1 | Changas de Naranjito    | 25-19, 25-19, 12-25, 25-23        |
| 15 marzo 2025 Coliseo Roger L. Mendoza, Caguas        | Criollas de Caguas      | 3 - 2 | Mets de Guaynabo        | 21-25, 25-20, 14-25, 25-17, 15-13 |
| 18 marzo 2025 Coliseo Mario Morales, Guaynabo         | Mets de Guaynabo        | 3 - 2 | Valencianas de Juncos   | 25-23, 19-25, 23-25, 25-23, 15-10 |

#### Play-off
| Quarti di finale (gara 1) - 26 marzo 2025 Coliseo Mario Morales, Guaynabo  | Mets de Guaynabo     | 3 - 1 | Changas de Naranjito | 25-19, 25-23, 20-25, 25-17 |
| Quarti di finale (gara 2) - 28 marzo 2025 Coliseo Gelito Ortega, Naranjito | Changas de Naranjito | 1 - 3 | Mets de Guaynabo     | 19-25, 25-17, 24-26, 23-25 |
| Quarti di finale (gara 3) - 30 marzo 2025 Coliseo Mario Morales, Guaynabo  | Mets de Guaynabo     | 3 - 0 | Changas de Naranjito | 25-20, 26-24, 25-23        |
| Semifinali (gara 1) - 4 aprile 2025 Coliseo Roger L. Mendoza, Caguas       | Criollas de Caguas   | 3 - 1 | Mets de Guaynabo     | 25-19, 15-25, 26-24, 25-23 |
| Semifinali (gara 2) - 6 aprile 2025 Coliseo Mario Morales, Guaynabo        | Mets de Guaynabo     | 3 - 1 | Criollas de Caguas   | 25-17, 28-26, 20-25, 25-18 |
| Semifinali (gara 3) - 8 aprile 2025 Coliseo Roger L. Mendoza, Caguas       | Criollas de Caguas   | 3 - 1 | Mets de Guaynabo     | 25-21, 26-24, 22-25, 25-16 |
| Semifinali (gara 4) - 10 aprile 2025 Coliseo Mario Morales, Guaynabo       | Mets de Guaynabo     | 3 - 1 | Criollas de Caguas   | 20-25, 25-17, 25-22, 25-15 |
| Semifinali (gara 5) - 12 aprile 2025 Coliseo Roger L. Mendoza, Caguas      | Criollas de Caguas   | 3 - 0 | Mets de Guaynabo     | 25-23, 29-27, 25-13        |
| Semifinali (gara 6) - 17 aprile 2025 Coliseo Mario Morales, Guaynabo       | Mets de Guaynabo     | 1 - 3 | Criollas de Caguas   | 19-25, 25-20, 20-25, 24-26 |

## Statistiche

### Statistiche di squadra
| Competizione | Punti | In casa | In casa | In casa | In trasferta | In trasferta | In trasferta | Totale | Totale | Totale |
| Competizione | Punti | G       | V       | P       | G            | V            | P            | G      | V      | P      |
| ------------ | ----- | ------- | ------- | ------- | ------------ | ------------ | ------------ | ------ | ------ | ------ |
| LVSF         | 25    | 15      | 13      | 2       | 14           | 2            | 12           | 29     | 15     | 14     |
| Totale       | -     | 15      | 13      | 2       | 14           | 2            | 12           | 29     | 15     | 14     |

G = partite giocate; V = partite vinte; P = partite perse

### Statistiche dei giocatori
Dati non disponibili.